# Josef Moravec (ilustrátor)
Josef Moravec (* 1951 Československo) je původem český ilustrátor, žijící v USA Nevada, nyní americký občan.

## Život
Věnuje se především rekonstrukci dinosaurů a jiných pravěkých zvířat (tzv. paleoartu). Jeho dílo je značně podobné práci Zdeňka Buriana. Přes 35 let se věnoval studiu zaniklého světa dinosaurů a své poznatky pomocí štětce přenášel na plátno. Dnes je oceňován v zámoří i Evropě a jeho putovní výstavy sklízí značný úspěch.
Dalšími českými ilustrátory pravěku jsou například Petr Modlitba, Inka Delevová-Mrkvičková nebo v zahraničí žijící Jan Sovák.